# Zimbabwe Saints FC
Zimbabwe Saints Football Club w skrócie Zimbabwe Saints FC – zimbabwejski klub piłkarski grający w drugiej, a niegdyś w zimbabwejskiej pierwszej lidze, mający siedzibę w mieście Bulawayo.

## Sukcesy
- I liga[1]:
  - mistrzostwo (2): 1977, 1988.

- Puchar Zimbabwe[2]:
  - zwycięstwo (3): 1977, 1979, 1987.

- Zimbabwean Independence Trophy[2]:
  - zwycięstwo (2): 1989, 1998.

## Występy w afrykańskich pucharach
| Sezon | Rozgrywki       | Runda       | Kraj     | Klub                       | Dom | Wyjazd | Dwumecz      |
| ----- | --------------- | ----------- | -------- | -------------------------- | --- | ------ | ------------ |
| 1989  | Puchar Mistrzów | 1           | Mozambik | Grupo Desportivo de Maputo | 1–1 | 2–2    | 3–3          |
| 1989  | Puchar Mistrzów | 2           | Uganda   | Express FC                 | 0–1 | 1–0    | 1–1 (k. 4–3) |
| 1989  | Puchar Mistrzów | ćwierćfinał | Zambia   | Nkana Red Devils           | 0–0 | 1–2    | 1–2          |

## Stadion
Domowe mecze klub rozgrywa na stadionie o nazwie Barbourfields Stadium w Bulawayo, który może pomieścić 32000 widzów.

## Reprezentanci kraju grający w klubie od 1990 roku
Stan na listopad 2023.
| - Rodwell Chinyengetere - Lloyd Jowa - Leo Kurauzvione - Nqobizitha Maenzanise - Henry McKop - Mtshumayeli Moyo - Muzondiwa Mugadza - Simon Munawa - Gift Muzadzi - Bhekimpilo Ncube | - Melusi Ndebele - Esrom Nyandoro - Evans Rusike - Agent Sawu - John Sibanda - Matambanashe Sibanda - Ronald Sibanda - Tshipo Tsodzo - Missilou Mangituka |